# Dietrich Bangert

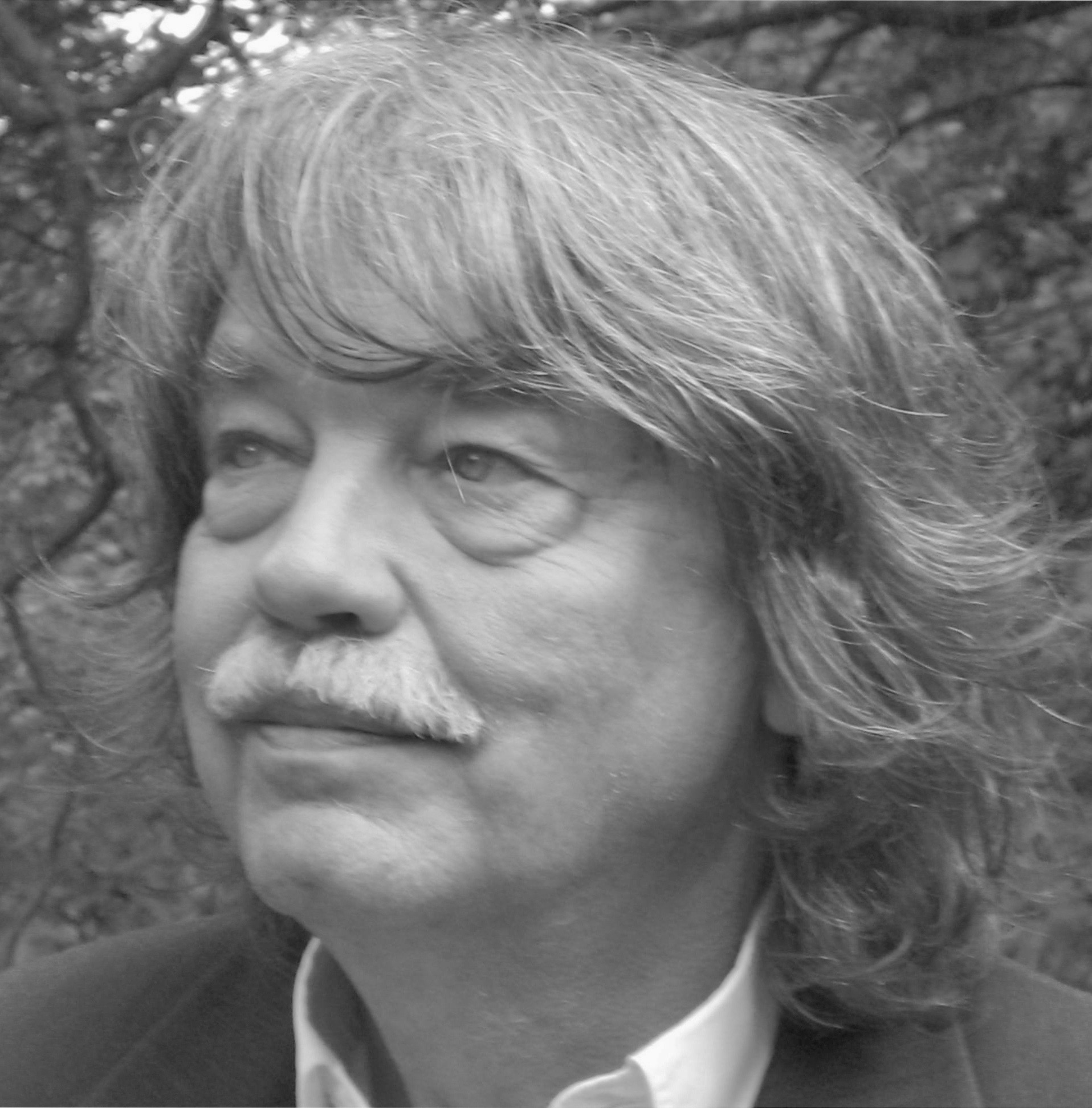
Dietrich Bangert 2007

Dietrich Bangert (* 1942 in Berlin) ist ein deutscher Architekt.

## Leben
Dietrich Bangert studierte von 1962 bis 1969 Architektur an der Technischen Hochschule Darmstadt und an der Technischen Universität Berlin. Seit 1970 ist er freischaffender Architekt, 1973–1992 in Partnerschaft mit Bernd Jansen, Stefan Scholz, Axel Schultes (BJSS), von 1992 bis 1997 in Bürogemeinschaft mit Stefan Scholz (Bangert Scholz Architekten). Ab 1997 führt er partnerschaftlich mit einer Architektin, mit der er schon seit 1990 bei BJSS zusammenarbeitete, das Büro Bangert Architekten.
Im Rahmen von Gast- und Vertretungsprofessuren lehrte Dietrich Bangert an den Hochschulen Syracuse University NY - School of Architecture 1984 und 1986, Hochschule für Gestaltung Bremen 1987, Technische Hochschule Braunschweig 1987/88 und Technische Universität Darmstadt 2007–2009.
Dietrich Bangert ist der Sohn des Architekten und Stadtplaners Wolfgang Bangert.

## Bauten und Projekte (Auswahl)

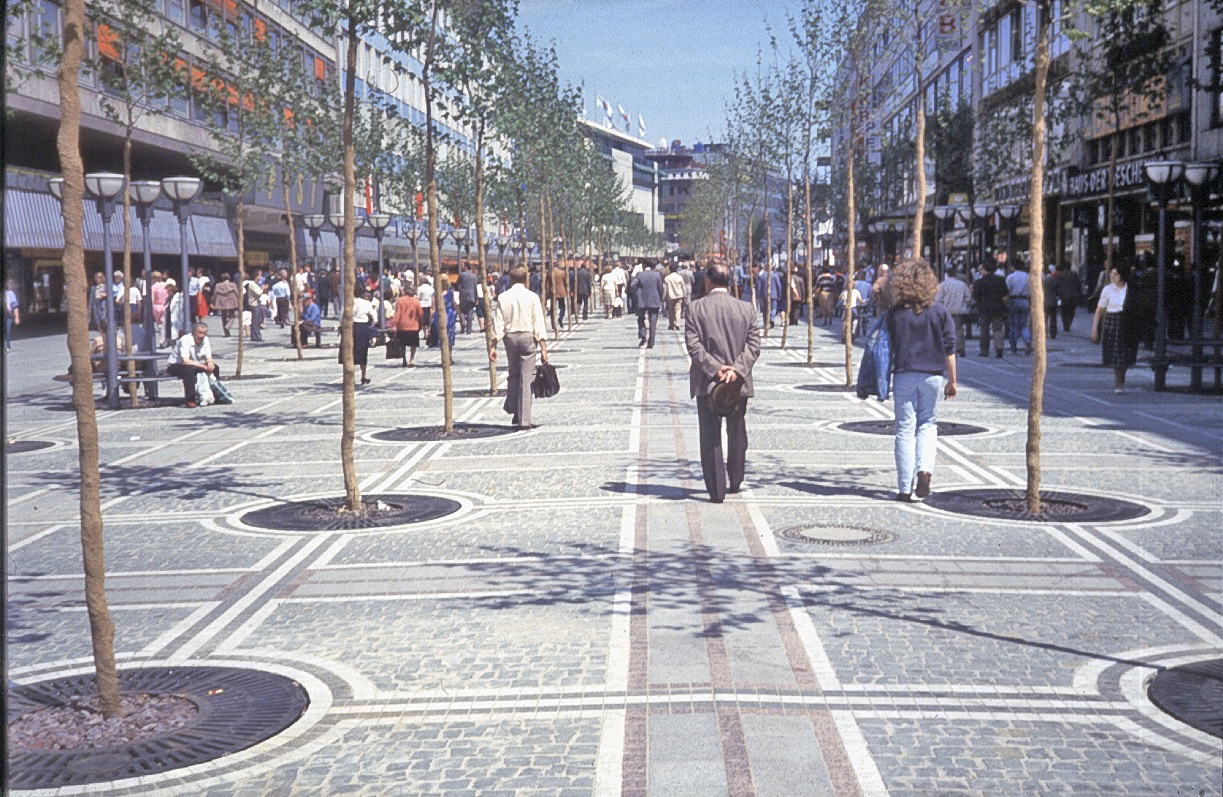
Fußgängerbereich Zeil Frankfurt a. M.

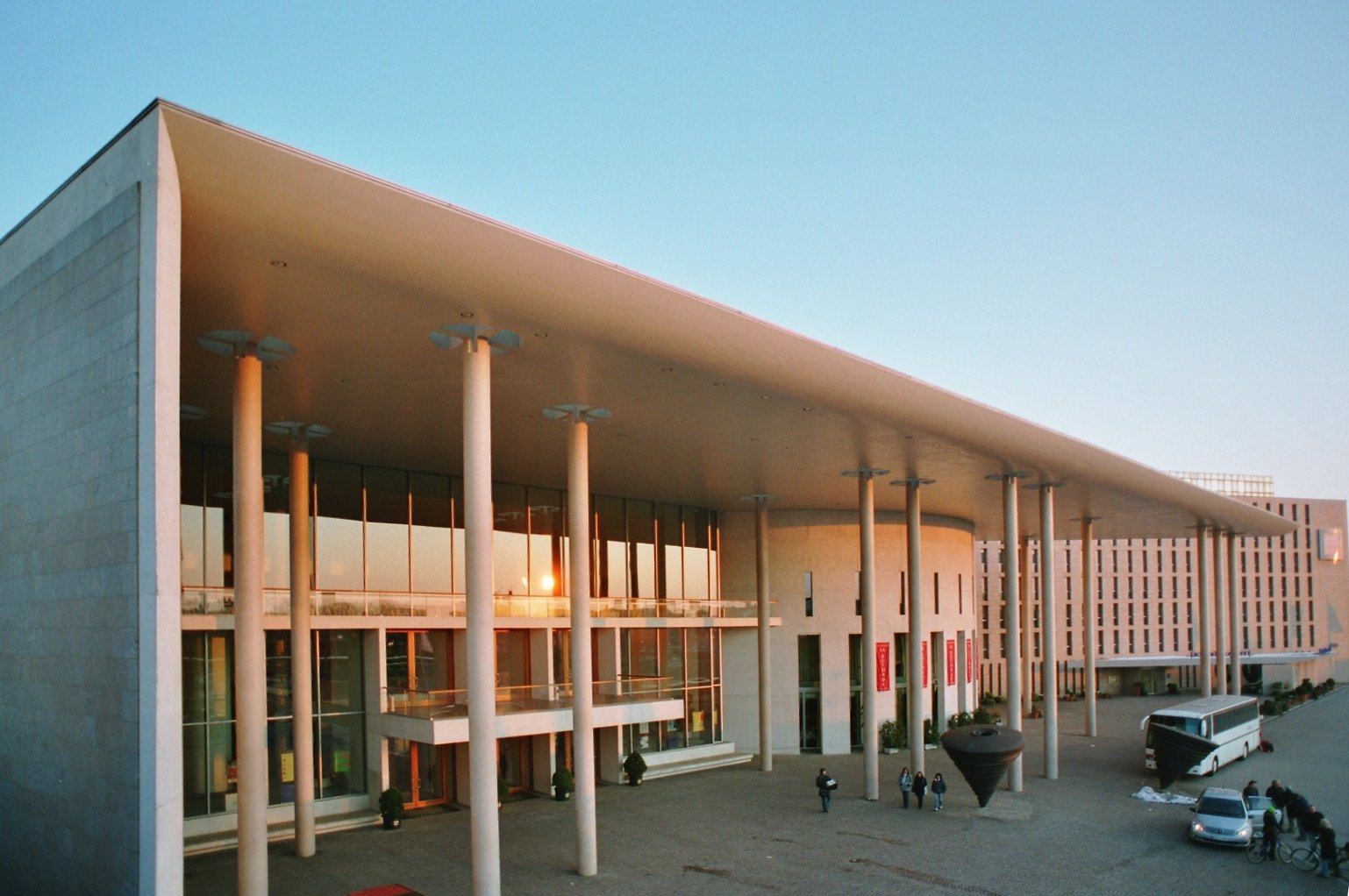
Konzerthaus Freiburg

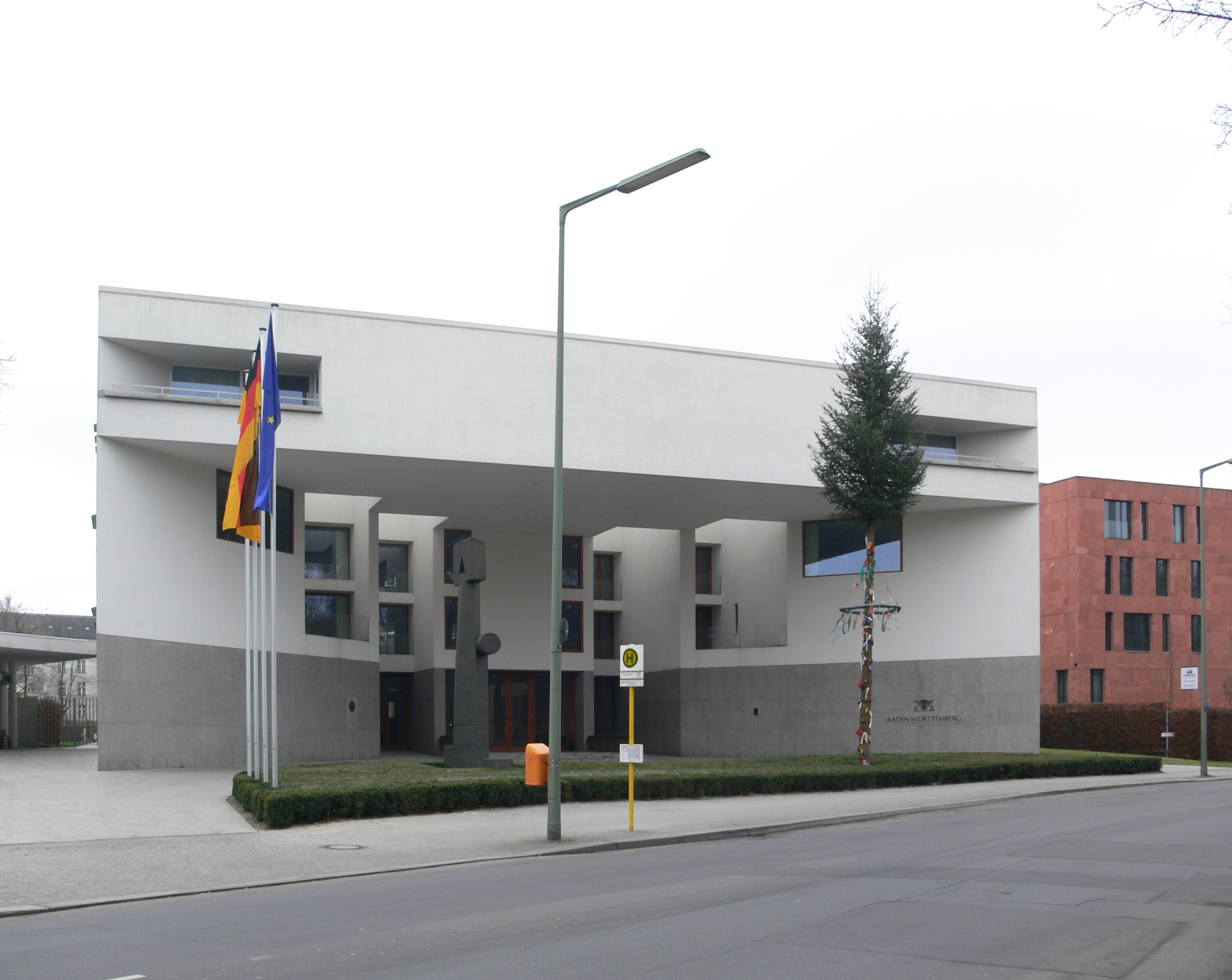
Vertretung des Landes Baden-Württemberg beim Bund

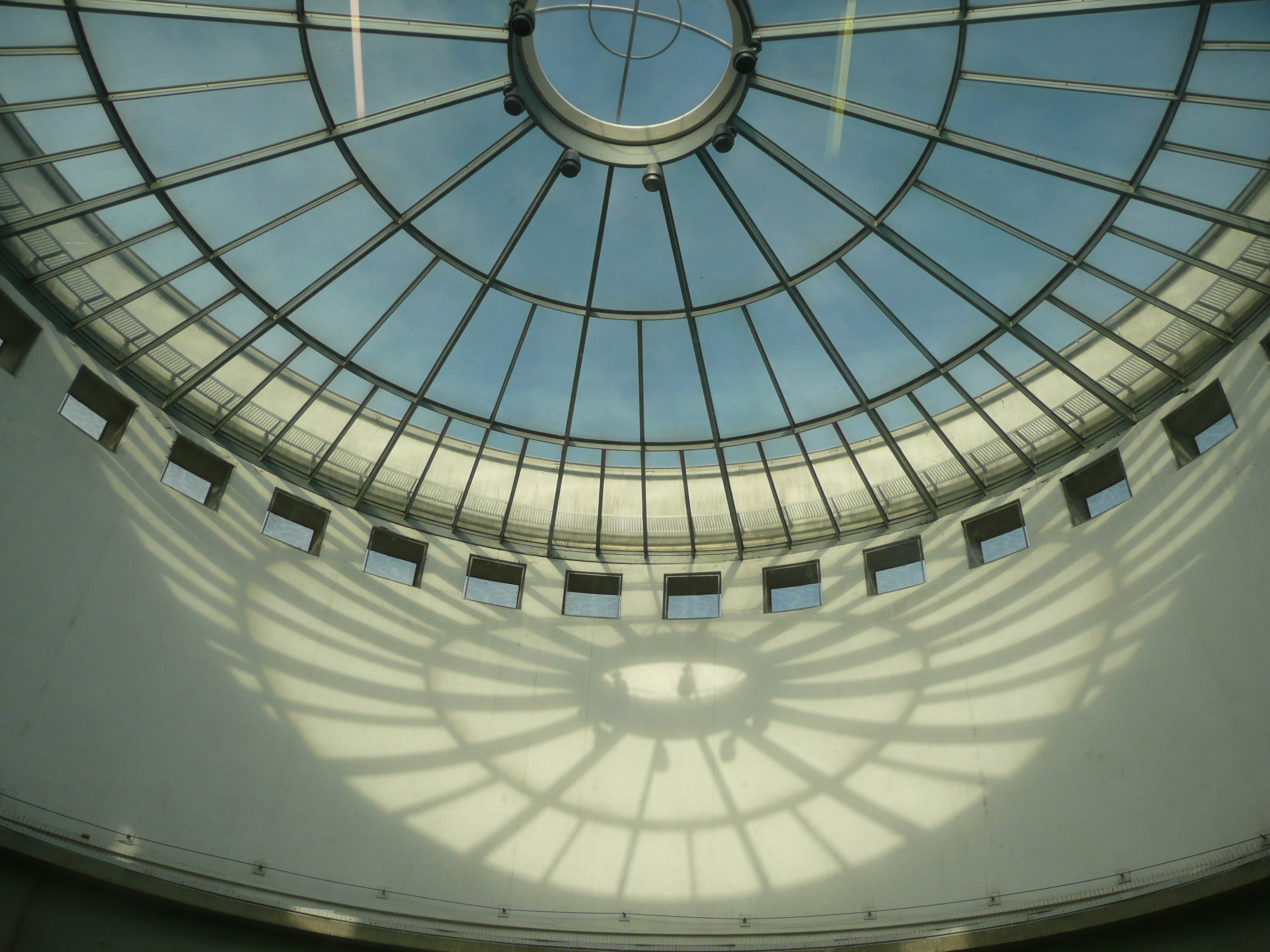
Kuppel der Kunsthalle Schirn

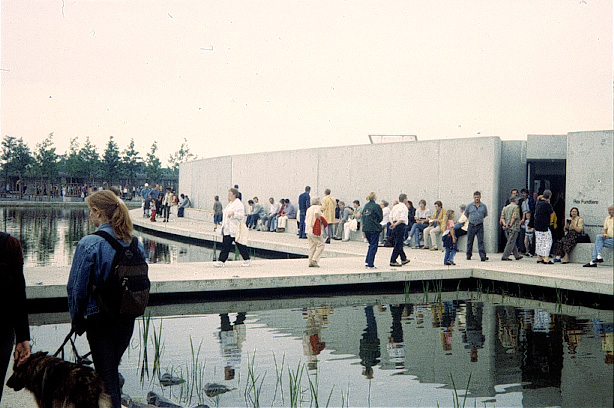
Tierheim Berlin

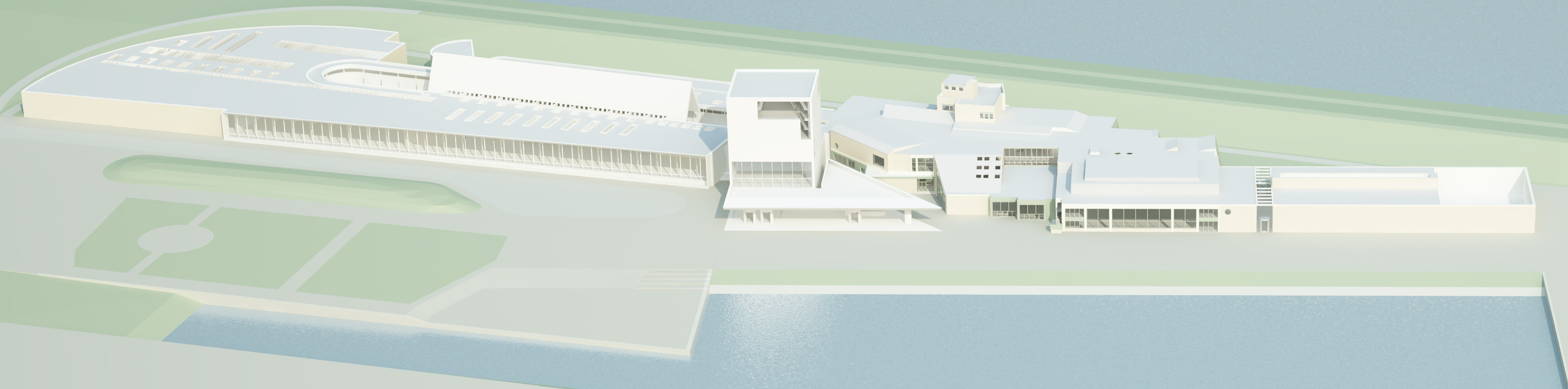
Wettbewerb Deutsches Schifffahrtsmuseum Bremerhaven zweite Erweiterung, Gesamtprojekt

### Realisierte Projekte
Mit Nieper und Rolfes
- Fußgängerbereich Zeil Frankfurt a. M. 1970–1985 (mit. U. Nieper und W. Rolfes)

Als Partner bei BJSS
Bangert-Scholz Architekten
- 1986–1996: Konzerthaus Freiburg
- 1993–1996: Wohnbebauung Dannenwalder Weg, Schorfheidestraße, Berlin-Märkisches Viertel
- 1994–1995: Wohnhäuser Pfannschmidtstraße 61 und 67, Berlin-Karow[6]
- 1990–2000: Deutsches Schifffahrtsmuseum Bremerhaven 1. Erweiterung
- 1995–2002: Industrie- und Handelskammer in Potsdam
- 1996–2000: Landesvertretung Baden-Württemberg in Berlin-Tiergarten
- 1996–2001: Tierheim Berlin, Hausvaterweg 39 in Berlin-Falkenberg[7]

### Nicht realisierte Wettbewerbsprojekte
- 1978: Hotel Budapester Straße Berlin - WB 1. Preis[8]
- 1990: Neue Straße Ulm, Bibliothek und Stadtmuseum -  WB 1. Preis[9]
- 2004: Kultur- und Kongresszentrum Regensburg Standort Donaumarkt - WB 1. Rang
- 2005: Kultur- und Kongresszentrum Regensburg Standort Unterer Wöhrd - WB 1. Rang
- 2007: Kultur- und Kongresszentrum Regensburg Standort Donaumarkt - WB 1. Preisgruppe[10]
- 2008: Deutsches Schifffahrtsmuseum Bremerhaven 2. Erweiterung - WB 1. Preis[11]
- 2011: Wohn- und Geschäftsbebauung Uehlin-Areal Schopfheim - WB 1. Preis[12]